# Ernestine Wade
Ernestine Wade (Jackson, Misisipi, 7 de agosto de 1906–Los Ángeles, 15 de abril de 1983) fue una actriz cinematográfica y televisiva estadounidense, conocida por su papel de Sapphire Stevens en el programa Amos 'n Andy.

## Biografía
Nacida en Jackson, Misisipi, Wade se formó como cantante y organista. Perteneciente a una familia con fuertes conexiones teatrales, su madre, Hazel Wade, era artista de vodevil, y su abuela materna, Mrs. Johnson, trabajaba para el Lincoln Theater de Baltimore, Maryland. Wade se crio en Los Ángeles, y empezó a actuar a los cuatro años de edad. En 1935 formaba parte del grupo de cantantes Four Hot Chocolates.
En su carrera hizo pequeños papeles en el cine, dando voz a una mariposa en el film de 1946 de Walt Disney Canción del sur. Wade fue también miembro del coro organizado por la actriz y cantante Anne Brown para el rodaje de la película biográfica de George Gershwin Rhapsody in Blue, interpretando asimismo un pequeño papel en la misma.
Sin embargo, la actriz disfrutó de su mayor fama gracias a la serie televisiva Amos 'n Andy, en la cual encarnaba a la manipuladora mujer de George “Kingfish” Stevens. Wade, Johnny Lee, y Lillian Randolph fueron los únicos miembros del reparto de Amos 'n Andy que previamente habían actuado en la versión radiofónica de la serie. Ernestine Wade empezó a interpretar a Sapphire Stevens en 1939, aunque su papel original en el show radiofónico de Amos 'n' Andy fue el de Valada Green.
Wade defendió a su personaje contra las críticas que afirmaban que era un estereotipo negativo de las mujeres afroamericanas. Ella era de la opinión de que gracias a los personajes representados en la serie, era posible que los actores afroamericanos obtuvieran una mayor variedad de ofertas interpretativas.
Finalizada Amos 'n' Andy, continuó trabajando como intérprete, dedicando más tiempo al doblaje en dibujos animados, radio, y televisión. Además, también se ocupó de tareas administrativas y tocó el órgano.
Uno de sus últimos trabajos fue una actuación en un episodio de Mis adorables sobrinos, junto a Joan Blondell.
Ernestine Wade falleció en Los Ángeles, California, en 1983. Fue enterrada en el Cementerio Angelus-Rosedale de Los Ángeles.